# Cantó de Lió-X
El cantó de Lió-X és un antic cantó francès del departament del Roine, situat al districte de Lió. Compta part del municipi de Lió. Va existir de 1964 a 2014.

## Municipis
- Comprèn la part meridional del 7è districte de Lió limitat al nord pel ferrocarril (entre Perrache i la Part-Dieu) fins a l'antiga estació de la Guillotière, i per la rue Garibaldi, la rue Camille Roy, la rue du Repos, la rue Garibaldi novament, la Grande Rue de la Guillotière i la rue Claude Veyron. Comprèn tot el barri de Gerland i els sectors al voltant de la caserna Sergent Blandan i de la carretera de Vienne.

| Data d'elecció                           | Identitat               | Partit        | Qualitat |
| ---------------------------------------- | ----------------------- | ------------- | -------- |
| 1964-1970                                | Julien Airoldi          | PCF           |          |
| 1970-1976                                | Louis Rigal             | Divers droite |          |
| 1976-2001                                | Christian Mettraux      | PS            |          |
| 2001-2014                                | Jean-Pierre Flaconnèche | PS            |          |
| les dades anteriors no són pas conegudes |                         |               |          |